# Le Dieu nu (roman de Robert Margerit)
Pour les articles homonymes, voir Le Dieu nu.
Le Dieu nu est un roman de Robert Margerit publié en 1951 aux éditions Gallimard et ayant reçu le prix Renaudot la même année.

## Résumé
{{A la fin des années 1930, Bruno, un jeune garçon de la bourgeoisie de province, raconte sa relation amoureuse d’un été avec une jeune fille qu’il séduit, qu’il aime et qu’il délaissera. Sa sœur Marie-Thérèse sera une confidente et une entremetteuse dans une relation multiple avec Jacqueline, la fille aimée et inaccessible, et Hélène, la fille amoureuse et invisible.}}

## Éditions
- Le Dieu nu, éditions Gallimard, 1951, rééd. 1960. Publié en 2018 chez Libretto.

Dédicace à Jean Blanzat. 